# Edmund Gripenhielm (bergmästare)
Edmund Gripenhielm, född 1675 i Kungsholms församling, Stockholm, död 29 november 1724 i Andrarums församling, var en svensk bergmästare.

## Biografi
Edmund Gripenhielm föddes 1675 i Kungsholms församling, Stockholm och döptes 24 november samma år. Han var son till Edmund Gripenhielm och Anna Rålamb. Gripenhielm blev  28 april 1692 student vid Uppsala universitet och blev 14 oktober 1705 auskultant i bergskollegium.  Han fick 23 mars 1705 ett stipendium i kemi och blev 23 december 1709 bergmästare i Skåne. Gripenhielm avled 1724 på Andrarums alunbruk i Andrarums församling.

### Familj
Gripenhielm var gift med Ebba Maria Svinhufvud af Qvalstad. Hon var dotter till översten Erik Svinhufvud af Qvalstad och Helena Sabel. De fick tillsammans barnen Anna Ebba Gripenhielm (född 1701), Eriana Helena Gripenhielm (född 1702), Edmund Gripenhielm (1703–1731), kaptenen Carl Gripenhielm (1705–1741), Hedvig Sofia Gripenhielm (1707–1779) och Maria Charlotta Gripenhielm (född 1708).